# Reggenza di Ogan Komering Ilir
La reggenza di Ogan Komering Ilir (in indonesiano: Kabupaten Ogan Komering Ilir) è una reggenza dell'Indonesia, situata nella provincia di Sumatra Meridionale.